# Peter Findeisen

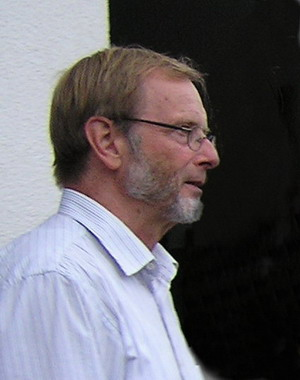
Peter Findeisen (2005)

Peter Findeisen (* 11. September 1941 in Leipzig; † 9. Juni 2012 in Halle) war ein deutscher Kunsthistoriker und Denkmalpfleger.

## Leben und Wirken
Nach dem Abitur studierte er 1960 Kunstgeschichte an der Universität Leipzig und wurde dort 1969 mit einer Arbeit zu „Studien zu farblichen Fassungen spätmittelalterlicher Innenräume“ zum Dr. phil. promoviert. Er erhielt einen Lehrauftrag am Kunsthistorischen Institut der Karl-Marx-Universität Leipzig und war ab 1965 zunächst freier Mitarbeiter des Instituts für Denkmalpflege in Dresden. Von 1971 bis 1984 war er wissenschaftlicher Mitarbeiter, Ober- und Hauptkonservator am Institut für Denkmalpflege, Arbeitsstelle Halle und in der Inventarisation der Bau- und Kunstdenkmale tätig. Aufgrund von Schwierigkeiten mit den DDR-Behörden – unter anderem wurde seine Habilitationsschrift nicht angenommen – verließ Peter Findeisen mit seiner Familie 1985 die Deutsche Demokratische Republik. In der Bundesrepublik Deutschland wirkte er 1985 bis 1996 als wissenschaftlicher Mitarbeiter am Landesdenkmalamt Baden-Württemberg. Dort erarbeitete er im Rahmen des „Ortskernatlas“ Untersuchungen zu Gesamtanlagen, wobei sieben Publikationen mit eingehenden Analysen zu besonders bedeutenden mittelalterlichen Stadtkernen entstanden.
Nach der Wende von 1989/90 gelang es Findeisen schnell, die alten Verbindungen nach Halle wiederzubeleben: 1990 habilitierte er sich an der Martin-Luther-Universität Halle-Wittenberg mit einer Arbeit zur Geschichte der Denkmalpflege in Sachsen-Anhalt und wurde 2004 außerplanmäßiger Professor am Institut für Kunstgeschichte und Archäologien Europas der Universität Halle. Er nahm im Stadtteil Dölau seinen Wohnsitz. 1997 kehrte Findeisen ganz nach Halle zurück und ans Landesamt für Denkmalpflege und Archäologie Sachsen-Anhalt, dessen Abteilung Inventarisation er bis zum Ruhestand im September 2006 leitete.
In seiner Freizeit befasste sich Peter Findeisen vorwiegend mit Musik. Als Student sang er im Leipziger Universitätschor, später in einem Kammerchor in Halle. In seinem häuslichen Musikkreis spielte er Gambe.
Peter Findeisen war Mitglied der Evangelischen Forschungsakademie.

## Bergung des Kunstgutes der Universitätskirche Leipzig
Als am 23. Mai 1968 die Sprengung der Universitätskirche Leipzig beschlossen worden war, wurde den Mitarbeitern des Institutes für Denkmalpflege das Betreten der Kirche umgehend untersagt. Der zuständige Mitarbeiter des Rates der Stadt Leipzig, Hubert Maaß, beauftragte deshalb den damals freiberuflichen, und daher vom Verbot nicht betroffenen Peter Findeisen mit der Bergung des Kunstgutes der Kirche. Dieser erstellte in kürzester Zeit ein Inventar, um die Rettung der Innenausstattung zu organisieren. Innerhalb einer Woche vor der Sprengung gelang es ihm und einer Gruppe Steinmetzen, einen großen Teil der Innenausstattung der Kirche abzubauen und zu retten.

## Veröffentlichungen (Auswahl)
- Die Denkmale der Stadt Torgau, (mit Heinrich Magirius), Leipzig 1976
- Bezirk Cottbus und Bezirk Leipzig (außer Stadtkreis Leipzig). In: Schicksale deutscher Baudenkmale im Zweiten Weltkrieg. Hrsg. Götz Eckardt. Henschelverlag, Berlin 1978
- Die Denkmale der Lutherstadt Wittenberg, (mit Fritz Bellmann, Marie-Luise Harksen und Roland Werner) Weimar 1979
- Ortskernatlas Baden-Württemberg. Stadt Rottweil. Landkreis Rottweil. Mit topograph. Kartentafel, Stuttgart 1989, ISBN 3-89021-012-0
- Ortskernatlas Baden-Württemberg. Stadt Kirchberg an der Jagst. Landkreis Schwäbisch Hall 1997, ISBN 978-3-89021-578-5
- Ortskernatlas Baden-Württemberg. Stadt Vellberg. Landkreis Schwäbisch Hall 1998, ISBN 978-3-89021-579-2
- Geschichte der Denkmalpflege. Sachsen-Anhalt. Von den Anfängen bis in das erste Drittel des 20. Jahrhunderts. Verlag für Bauwesen, Berlin 1990, ISBN 3-345-00465-8
- Die Lutherstätten in Eisleben, München 1993
- Baudenkmale und Stätten der Reformation in Wittenberg, München 1994
- Zur ältesten Stadtansicht von Überlingen, in: Schriften des Vereins für Geschichte des Bodensees und seiner Umgebung, 112. Jg. 1994, S. 59–70 (Digitalisat)
- Stadt Marbach am Neckar: Landkreis Ludwigsburg, Regensburg 1997, ISBN 3-89021-572-6
- Die Blauen Bücher, Halberstadt, Dom, Liebfrauenkirche und Domplatz, Königstein 1997
- Die Stephanskirche zu Tangermünde, Regensburg 1997, ISBN 3-7954-5651-7
- Die Magdalenenkapelle der Moritzburg zu Halle (Beitrag: Die Wiederherstellung und Neuausstattung 1898), Halle 1999
- Von Barby nach Gnadau: Architektur der Herrnhuter an der Elbe, Halle 2005, ISBN 3-910010-86-5
- Die Dorfkirchen in Halle, Denkmalwerte – Denkmalorte 3, (mit Dirk Höhne), Halle 2006, ISBN 3-939414-00-X
- Frühe Denkmaldokumentation und Reiseskizzen. Die Zeichnungen des Stadtbaumeisters Wilhelm Ludwig August Stapel (1801–1871) in der Marienbibliothek zu Halle (Saale). Landesamt für Denkmalpflege und Archäologie Sachsen-Anhalt, Halle (Saale) 2012, ISBN 978-3-939414-73-5.